# Glihallstjärnen (Hagfors socken, Värmland, 664619-138375)
Glihallstjärnen är en sjö i Hagfors kommun i Värmland och ingår i Göta älvs huvudavrinningsområde.